# Copa México 1947-48
La Copa México 1947-48 fue la trigésima segunda edición de la Copa México, la quinta en la era profesional.
El torneo empezó el 1 de julio de 1948 y concluyó el 25 de julio de ese mismo año, en el cual, el equipo de Veracruz logró el título por primera vez con una victoria sobre el C.D. Guadalajara con marcador de 3-1.
El torneo contó con la participación de 15 equipos. 

## 1ª Ronda
Esta primera ronda se jugó el 1 y 4 de julio; el Club San Sebastián de León participó hasta la siguiente ronda.
| Equipo 1             | Resultado | Equipo 2             |
| -------------------- | --------- | -------------------- |
| Real Club España     | 3-1       | Asturias F.C.        |
| Atlas                | 3–2       | CD Oro               |
| Club Deportivo Marte | 3–1       | Club América         |
| Guadalajara          | 4–2       | Atlante              |
| Puebla FC            | 3–1       | Moctezuma de Orizaba |
| Veracruz             | 3–1       | ADO                  |
| Club León            | 4–0       | Tampico              |

## Cuartos de final
Los cuartos de final se jugaron el 11 de julio.
| Equipo 1                   | Resultado | Equipo 2             |
| -------------------------- | --------- | -------------------- |
| Guadalajara                | 1-0       | Atlas                |
| Real Club España           | 2–4       | Club Deportivo Marte |
| Club San Sebastián de León | 1-3       | Club León            |
| Puebla FC                  | 1–2       | Veracruz             |

## Semifinales
Las semifinales se jugaron el 18 de julio.
| Equipo 1             | Resultado | Equipo 2  |
| -------------------- | --------- | --------- |
| Club Deportivo Marte | 1-2       | Veracruz  |
| Guadalajara          | 5-1       | Club León |

## Final
La Final se jugó el 25 de julio en campo neutral, en la Ciudad de México.
| 25 de julio                               | C.D. Guadalajara | 1 - 3 | Veracruz | Ciudad de los Deportes, Ciudad de México |  |
| Veracruz gana la final del torneo de copa |                  |       |          |                                          |  |

|                             |
| Campeón Veracruz 1.o título |

| Predecesor: 1946/47 | Temporadas de la Copa de México 1947/48 | Sucesor: 1948/49 |

## Datos
- México - Estadísticas del Torneo de Copa 1947/1948 en México. (RSSSF)

- Datos: Q4565937